# Mychajliwka (Kamjanez-Podilskyj, Makiw)
Mychajliwka (ukrainisch Михайлівка; russisch Михайловка Michailowka, polnisch Michałówka) ist ein Dorf im Süden der ukrainischen Oblast Chmelnyzkyj mit etwa 500 Einwohnern (2009).

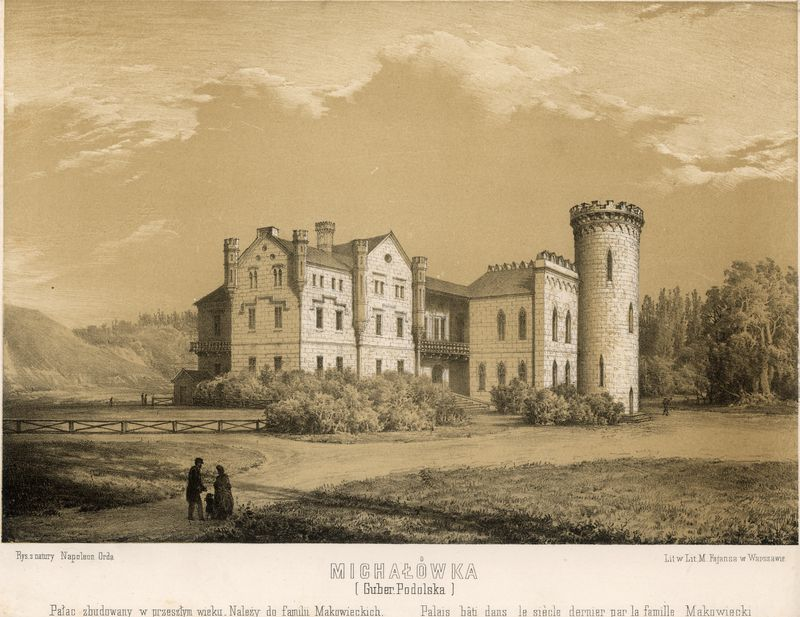
Gemälde des heute zerstörten Schlosses im Mychajliwskyj-Park

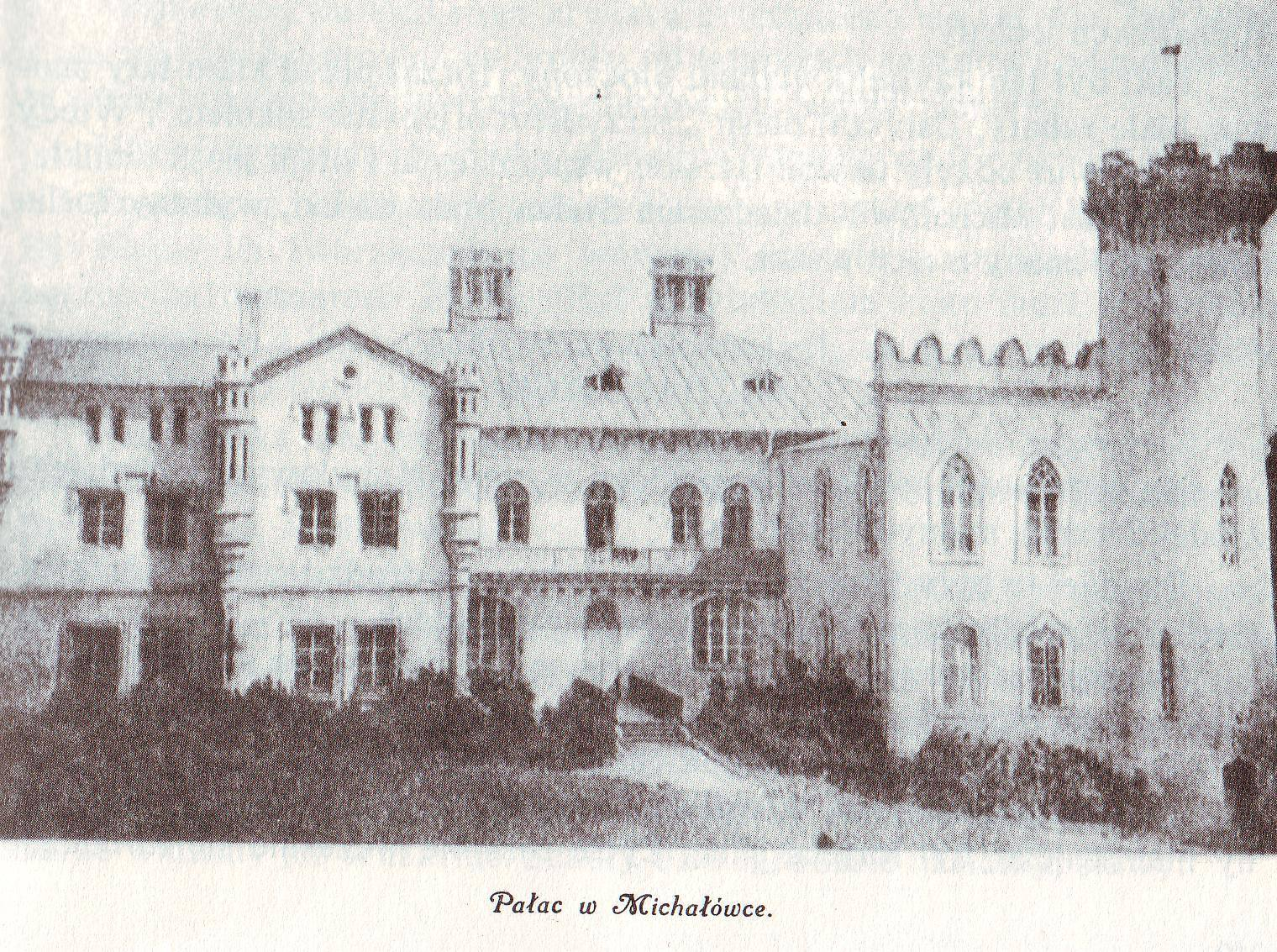
Fotografie des Palastes

Im Dorf befindet sich mit dem 15 Hektar großen Mychajliwskyj-Park ein Denkmal der Landschaftsarchitektur des 19. Jahrhunderts. In dem, im Bürgerkrieg schwer beschädigten Park gibt es mehr als 200, teils ungewöhnliche und seltene Pflanzenarten. Das Gebiet wurde mit verschiedenen Skulpturen und Gebäuden geschmückt. Im Park befinden sich die Ruinen eines um 1720 unter polnischer Herrschaft erbauten und während des Bürgerkriegs zerstörten Schlosses.
Die Ortschaft liegt auf einer Höhe von 275 m 7 km östlich vom Gemeindezentrum Makiw, 15 km südlich vom ehemaligen Rajonzentrum Dunajiwzi und etwa 80 km südlich vom Oblastzentrum Chmelnyzkyj.
Westlich vom Dorf verläuft die Fernstraße N 03.
Am 13. August 2015 wurde das Dorf ein Teil der neugegründeten Siedlungsgemeinde Makiw, bis dahin bildete es zusammen mit dem Dorf Blyschtschaniwka (Блищанівка) die gleichnamige Landratsgemeinde Mychajliwka (Михайлівська сільська рада/Mychajliwska silska rada) im Süden des Rajons Dunajiwzi.
Am 17. Juli 2020 kam es im Zuge einer großen Rajonsreform zum Anschluss des Rajonsgebietes an den Rajon Kamjanez-Podilskyj.